# خروديم
خروديم (بالتشيكية: Chrudim)‏ هي بلدة في إقليم باردوبيتسه في جمهورية التشيك، وهي مركز مقاطعة خروديم.
يبلغ عدد سكان هذه البلدة 23,000 حسب إحصاء في سنة 2015.

## أعلام
- لوكاش يوليش
- كورت فروند

## اقرأ أيضاً
- مقاطعة خروديم